# BR-163
Die brasilianische Bundesstraße BR-163 ist eine von Süd nach Nord laufende Fernstraße von mehr als 3500 Kilometern Länge. Sie beginnt in der Stadt Tenente Portela im Bundesstaat Rio Grande do Sul und führt durch die Bundesstaaten Santa Catarina, Paraná, Mato Grosso do Sul, Mato Grosso und  Pará, wo sie in der Stadt Oriximiná endet.

## Die Straße
Die Bundesstraße wurde 1976 überwiegend als Sandpiste angelegt. Diese Bauweise führte in der Regenzeit zu Problemen im Güterverkehr. Mit der wachsenden Bedeutung des Anbaus von Sojabohnen wurde die Strecke weitgehend asphaltiert. Die Bundesstraße erhielt den Spitznamen „Soja-Highway“ aufgrund ihres starken Güterverkehrs.
2018 bis 2019 wurden weite Teile der Strecke asphaltiert zur Verbesserung der Agrar-Logistik.